# 대만 요리
대만 요리(臺灣料理, 중국어 정체자: 臺灣菜, 병음: Táiwān cài 타이완차이[*], 민난어: Tâi-oân-chhài 따이우안차이) 또는 타이완 요리는 동아시아에 있는 대만의 요리이다. 대만 원주민의 요리 전통 및 중국 요리를 기반으로, 일식, 양식 등의 영향이 가미되었다.
오스트로네시아계 원주민이 살던 대만에 중국 요리가 유입되면서 대만 요리의 기반을 이루었다. 16세기경부터 명나라, 청나라에서 온 한족, 네덜란드와 스페인 등에서 온 서양인이 정착했으며, 일본 제국의 식민지 시기를 거치기도 한 대만은 다양한 요리법을 받아들여 400년이 넘는 역사 동안 독특한 식문화를 발전시켰다.

## 정의
대만에서 "대만 요리"라는 단어는 두 가지 의미로 나뉜다.
- 넓은 뜻의 "대만 요리"는 대만에서 먹을 수 있는 여러 가지 향토 요리 및 대만식 퓨전 요리 등을 일컫는다.
- 좁은 뜻의 "대만 요리"는 타이차이(台菜)로도 부르며, 대만에 사는 푸젠계 민난인의 요리만을 가리킨다. 현 대만 인구의 70%를 차지하는 민족이기도 하다. 푸젠계 이외의 중국 민족으로는 하카인 외성인(外省人)이 있으며, 그 외에도 원주민이나 일본계 등이 있다. 이들의 요리는 "타이차이"의 범주에 들어가지 않는다.

## 역사
대만 사회가 이민자 사회의 특징을 지니므로, 비록 대만 요리의 뿌리는 원주민 요리지만 지금의 대만 요리에는 원주민 요리 전통의 영향이 제한적으로 드러난다. 이민자 중에서 특히 인구가 많은 중국계 요리, 특히 푸젠 요리와 하카 요리가 대만 요리의 기반을 이룬다. 인구가 적은 대만 원주민들의 요리는 향토 요리 등으로 남아 있다.
대만 요리에는 중국 방방곡곡의 요리 전통이 융합되어 있다. 우선 샤먼, 취안저우, 장저우 등의 푸젠 요리가 원주민 요리와 융합되어 대만 요리의 기반을 이루었으며, 광둥의 하카인이나 중국 남부의 한족 등 여러 이민자 요리의 영향을 받았다. 제2차 세계 대전 이후, 국민당과 함께 중국 대륙 각지의 사람이 대만에 건너오면서, 베이징, 상하이, 쓰촨, 광둥 요리 등 고급 중국 요리가 대만에서 발전하게 되었다.
50년간 일제 식민지배 시대를 거치는 동안 일본 요리의 영향을 받기도 했다. 특히 메이지, 다이쇼 시대 일본 요리의 영향이 강하게 드러나며, 오뎅이나 덴푸라, 사시미, 스시, 미소시루, 카레라이스, 사케 등의 메뉴가 존재한다. 대만의 스시는 니기리즈시 외에 이나리즈시나 후토마키가 일반적으로, 스메시는 식초 간이 약하게 되어 있다. 집에서도 중국식 주요리에 이나리즈시와 미소시루 등의 일본 음식을 곁들이기도 한다.
- 달걀 두부
- 두부 푸딩
- 루러우판/로바쁭
- 바오빙
- 바우안
- 버블티
- 지파이
- 대만 카스텔라
- 타이톄 도시락
- 펑리수
- 토마토 수프 자오쯔
- 대만식 채식 요리
- 훙유차오서우
- 꾸아빠우
- 대만식 아침 식사
- 뉴러우몐

## 특성

### 식재료
대만은 사방이 바다로 둘러싸인 섬나라이며, 섬 중앙에는 3천미터급 산들이 남북으로 분포한다. 작은 나라지만 지형이 다양하고 자연 환경이 잘 갖추어져 있어, 각종 해산물과 임산물이 풍부하다.
- 과일: 식재료 중에서는 특히 싸고 종류도 많은 과일계의 음식과 요리가 눈에 띈다. 과일 왕국이라 불리는 대만은 망고, 파인애플, 구아바, 자바애플, 슈가애플, 딸기, 멜론, 수박, 바나나, 키위 등이 풍부하다.
- 채소·버섯: 물어리연을 비롯해 공심채, 죽순, 고구마, 배추, 청경채, 셀러리, 가지, 당근, 팽이, 갓, 양배추, 상추 등 제철 채소를 사용한 요리가 많다.
- 향신료·향신채: 바질과 고수가 흔히 쓰이며, 그 외에도 팔각, 회향, 셜롯, 파초일엽, 및 마늘, 파, 부추, 생강 등이 쓰인다. 기름에 볶아 향을 내서 볶음 요리나 국물 요리 등에 사용한다.
- 생선: 가자미목, 아귀목, 갯농어과, 대구과 생선이나 뱀장어, 오히찌(어란) 등을 먹는다. 특히 대만 산천어가 대만의 대표적인 물고기로 알려져 있다.
- 새우: 블랙타이거, 대하, 보리새우, 벚꽃새우, 모란새우 등이 있다. 중국, 동남아시아, 일본 사이에 있어, 주변국에서 잘 먹는 새우는 기본적으로 대만에서도 잡힌다.
- 게: 감칠맛이 강하고 비린내가 약한 것을 선호하며, 대만 근해에서 잡히는 닭게, 청색꽃게, 점박이꽃게, 남방톱날꽃게, 동남참게 등이 있다.
- 조개: 어아찌안의 주재료인 굴 외에도 대합, 수랑, 오분자기, 가무락조개 등 여러 가지 패류가 쓰인다.
- 국수·병과류: 여러 가지 국수 요리를 맛볼 수 있다. 난터우의 이몐, 타이난의 땅아미, 가오슝의 뉴러우몐, 신주의 미펀, 타이베이의 자장몐, 쓰촨식 매운 단단몐 등이 유명하다. 병과류로는 하카 병과, 아침 식사 때 먹는 단빙, 충유빙, 뤄보가오, 후자오빙, 지역 특산품인 타이양빙, 라오포빙 등이 있다.
- 후식: 대만 원주민의 곡물 과자, 바오빙(빙수)과 타피오카 펄이나 젤리 등이 들어간 버블티, 펑리수 등 여러 가지 후식이 풍부하다.
- 퓨전 중식·일식: 샤오룽바오 등 중국에서 기원한 요리도 대만 현지에서 수십 년간 독자적으로 발전했다. 대만식 일본 음식도 존재한다.

- 전복
- 갯농어
- 구아바
- 돼지고기와 달걀
- 망고
- 보라색 토란 디저트
- 수랑
- 셀러리
- 실파
- 오히찌
- 자바애플
- 두부와 시금치
- 파인애플
- 모란새우
- 팔각
- 페리아투스꽃게

### 요리 종류
- 타이완 자오찬(台灣早餐): "자오찬(早餐)"은 "아침 식사"라는 뜻이다. 대만식 아침 식사는 중식, 양식 등 여러 가지 음식이 어우러져 있다. 아침 식사 전문점에서 뤄보가오 등 떡류, 단빙이나 충유빙 등 부침류, 더우장과 유탸오, 뉴러우몐 등 국수류, 죽, 주스 등의 다양한 음식을 먹을 수 있다.
- 타이완 샤오츠(台灣小吃): "샤오츠(小吃)"는 "간식, 주전부리"라는 뜻이다. 야시장 등에서 즐길 수 있다.
- 타이완 러차오(台式熱炒): 반주를 곁들이는 저녁 식사 때 먹는 요리나 술안주로 먹는 요리이다. 화려한 것과 서민적인 것이 있다.
- 타이완 쑤스(台灣素食): "쑤스(素食)"는 "사찰음식"이라는 뜻이다. 대만식의 칭전 요리이며, 전국의 학생 식당부터 군대의 전투식량에까지 흔히 찾아볼 수 있다. 유더우푸, 밀고기, 고추 등의 식재료가 풍부하게 사용되며, 채식 닭고기가 "쑤지(素雞)", 채식 생선이 "쑤위(素魚)", 채식 고기가 "쑤러우(素肉)" 등으로 불린다.
- 류수이시(流水席): 잔치 요리이다. 차오저우 요리와 마찬가지로 상어 지느러미나 제비집 등의 희귀 식재료가 사용되며, 해삼과 전복 등이 사용되기도 한다.
- 칭저우샤오차이(清粥小菜): 여러 가지 작은 반찬을 죽과 함께 먹는 것이다. 푸젠 요리와 하카 요리의 영향을 일부 받았으나, 옛 대만 사람들의 식습관을 반영하는 전통으로 꼽힌다.
- 대만 약선 요리(漢方藥膳): 대만의 약선 요리는 중의학 전통과 중식 약선 요리 전통의 영향을 많이 받았다. 강한 양념이 특징으로 꼽힌다.
- 내장 요리(內臟料理): 육류에서는 돼지고기가 중심인 것도 큰 특징의 하나로, 원래 개척민에게 있어서 귀중한 동력원인 소를 먹는 습관은 없었다. 식재료를 낭비 없이 사용하는 등의 발상으로부터 동물의 내장이나 혈액을 이용하는 요리도 발달하고 있어, 오리의 혈액의 덩어리·소의 위장의 세단·돼지의 신장의 끓이기·혀의 튀김 등, 덩굴이나 혈액을 다용 하는 요리가 많다. 현대의 쇠고기 국수 등의 쇠고기 요리는 기본적으로 일본 통치 시대 이후 중국에서 전해진 습관이다.

- 대만식 프라이드 치킨
- 타이완 러차오 커자 샤오차오
- 타이완 샤오츠 어아찌안
- 비프 파이
- 게 세트
- 타이완 자오찬 더우장
- 타이완 자오찬 단빙
- 작장면, 큐리와 운고
- 대만 약선 양러우루
- 타이완 자오찬 충유빙
- 타이완 자오찬 후자오빙
- 1인용 냄비
- 대만 세트 메뉴
- 돼지고기 너클 라이스
- 대만식 크루아상
- 대만 페퍼 치킨（台灣椒麻雞）

## 요리 목록

### 향토 요리
| 이름                                                                    | 사진 | 지역            | 설명 |
| ----------------------------------------------------------------------- | ---- | --------------- | --- |
| 껑우안 (kòng-oân, 貢丸)/ 궁완 (gòngwán)                                 |      | 신주현          | 흔히 국물과 조리해 먹는다 |
| 꾸앙차빵 (koaⁿ-chhâ-pang, 棺柴枋)/ 관차이반 (棺材板, guāncai bǎn)       |      | 자이현/타이난시 | 프렌치 토스트나 빵 그릇 수프와 비슷하지만, 안에 헤이자오뉴류(후추 쇠고기)나 카리지(커리 닭고기) 등의 짭짤한 소가 들어 있다. 두툼하게 자른 빵을 달걀물에 담갔다가 튀기고, 잘라서 소를 채워 먹는다. |
| 다시 더우간 (大溪豆乾, Dàxī dòugān)/ 따이케 따우꾸앙 (Tāi-khe tāu-koaⁿ) |      | 다시구          | 모두부를 간장 소스에 조려서 말린 더우간(건두부)이다. |
| 땅아미 (tàⁿ-á-mī, 擔仔麵)/ 단짜이몐 (dànzǎimiàn)                        |      | 타이난시        | 기름진 노란 국수에 다진 돼지고기, 새우, 숙주나물, 고수, 흑식초, 마늘, 간장, 달걀을 곁들여 낸다.                                                                                                   |
| 바우안 (bah-oân, 肉圓)/ 러우위안 (ròuyuán)                              |      | 장화현          | "고기 동그라미"라는 뜻이다. 쫀득쫀득한 카사바 녹말 반죽으로 만든 큰 덤플링이며, 안에 돼지고기와 채소, 버섯, 죽순 등 소가 들어 있다.                                                               |
| 스무위두저우 (虱目魚肚粥, shīmùyúdùzhōu)                                |      | 타이난시        | 갯농어 뱃살이 들어간 죽이다. 아침 식사로 먹는다. |
| 신주 미펀 (新竹米粉, Xīnzhú mǐfěn)/ 신떽 비훈 (Sin-tek bí-hún)          |      | 신주현          | 쌀국수인 미펀에 버섯과 다진 돼지고기를 곁들여 국물 없이 먹는다. |
| 아게이 (阿給, āgěi)/ 아게 (á-geh)                                       |      | 단수이구        | 당면 소를 넣고 고기풀로 봉한 두부 튀김이다. 겉에 매콤한 소스를 뿌려 먹는다. |
| 이몐 (意麵, yìmiàn)/ 이미 (ì-mī)                                        |      | 난터우현        | 부드러운 국수를 국물에 말아 먹는다. |
| 타이양빙 (太陽餅, tàiyángbǐng)                                          |      | 타이중시        | 타이중에서 가장 이름 있는 페이스트리 가운데 하나이다. 여러 겹의 퍼프 페이스트리 안에 꿀이나 당밀 등이 들어 있다.                                                                                  |
| 톄단 (鐵蛋, tiědàn)/ 티능 (thih-nn̄g, 鐵卵)                              |      | 단수이구        | 달걀이나 오리알 등의 새알을 여러 가지 향신료와 함께 뭉근히 삶아 익힌 뒤 자연건조시키기를 반복한 음식이다. 짙은 색의 쫄깃쫄깃한 새알이 된다.                                                       |
| 헤진바우안 (hê-jîn-bah-oân, 蝦仁肉圓)/ 샤런러우위안 (xiārénròuyuán)     |      | 타이난시        | 타이난에서 가장 유명한 요리 중 하나이다. |
| 훠지러우판 (火雞肉飯, huǒjīròufàn)/ 후에께바쁭 (hóe-ke-bah-pn̄g)         |      | 자이현          | 잘게 찢은 칠면조고기를 얹은 덮밥이다. 차이뽀를 곁들이며, 칠면조 밥그릇에 종종 절인 무를 곁들인다. 칠면조 기름과 간장으로 만든 그레이비를 밥에 뿌려 만든다.                                        |
| 히우안 (hî-oân, 魚丸)/ 위완 (yúwán)                                     |      | 단수이구        | 생선완자이다. 고기와 마늘을 넣어 담백한 육수에 익힌다. |

### 대표적인 요리
| 이름                                                                                     | 사진                              | 기원 | 설명 |
| ---------------------------------------------------------------------------------------- | --------------------------------- | ---- | --- |
| 꾸아빠우 (koah-pau, 割包)/ 과바오 (guàbāo)                                               |                                   | 푸젠 | 조개처럼 벌린 모양의 바오쯔에 루러우와 절임채소, 땅콩가루, 설탕, 고수 등을 소로 넣은 음식이다. |
| 꾸에아바 (koe-á-bah, 瓜仔肉)/ 과쯔러우 (瓜子肉, guāzǐròu)                                |                                   | 광둥 | 다진 돼지고기를 오이 절임과 찐 음식이다. |
| 뉴러우몐 (牛肉麵, niúròumiàn)                                                            |                                   | 대만 | 쇠고기 국수이다. |
| 다창바오샤오창 (大腸包小腸, dàchángbāoxiǎocháng)/ 뚜아뜽빠우시오뜽 (tōa-tn̂g-pau-sió-tn̂g) |                                   | 대만 | 구운 눠미창(찹쌀 소시지) 안에 샹창(대만 소시지)을 넣어 만든 음식이다. 마늘과 바질을 곁들여 먹는다. 야시장에서 후추, 마늘, 고추, 버터, 초콜릿 등 원하는 맛을 선택할 수 있다.                         |
| 단빙 (蛋餅, dànbǐng)/ 능삐앙 (nn̄g-piáⁿ, 卵餅)                                            |                                   | 대만 | 아침 식사 음식이다. 밀가루, 감자 녹말가루, 찹쌀가루 등에 물을 섞어 만든 반죽물을 붓고, 그 위에 달걀을 올려 부친다.                                                                                  |
| 땅아비꺼 (tâng-á-bí-ko, 筒仔米糕)/ 퉁쯔미가오 (tǒngzǐmǐgāo)                              |                                   | 대만 | 대나무통에 찹쌀을 넣어 찐 요리이다. |
| 띠후에꾸에 (ti-hoeh-koé, 豬血粿)/ 주쉐가오 (豬血糕, zhūxuègāo)                           |                                   | 푸젠 | 돼지 선지와 쌀로 만든 떡이다. 보통 길쭉한 네모 모양으로 잘라 꼬챙이에 꽂아서 먹는 꼬치 음식이며, 간장을 찍어 먹는다. 매운 소스를 추가하거나, 땅콩가루, 고수 등을 곁들이기도 한다.                   |
| 로바쁭 (ló͘-bah-pn̄g, 滷肉飯)/ 루러우판 (lŭròufàn)                                         |                                   | 푸젠 | 돼지고기 삼겹살을 다지거나 작은 크기로 깍둑썰어 볶아 익힌 다음, 간장 소스를 넣어 조려서 쌀밥에 얹어 내는 덮밥이다.                                                                                  |
| 마라궈 (麻辣鍋, málàguō)                                                                 |                                   | 쓰촨 | 마라 요리이다. 훠궈의 하나이며, 특히 타이베이에서 인기가 많다. |
| 전주나이차 (珍珠奶茶, zhēnzhūnǎichá)/ 버블티                                             |                                   | 대만 | 홍차에 우유와 설탕을 넣어 만든 밀크티에 타피오카 펄이 들어간 음료이다. 타이중에서 발명된 대중적인 음료이다.                                                                                         |
| 산베이지 (三杯雞, sānbēijī)                                                              |                                   | 장시 | "세 컵 닭고기"라는 뜻이다. 미주 한 컵, 참기름 한 컵, 간장 한 컵을 넣어 만든 소스를 쓴다. 참기름 대신 설탕을 한 컵 쓰기도 한다.                                                                      |
| 산위이몐 (鱔魚意麵, shànyúyìmiàn)/ 시안히이민 (siān-hî-ì-mī)                             |                                   | 대만 | 드렁허리와 이몐을 녹말가루로 걸쭉하게 만든 새콤달콤한 국물에 말아 내는 음식이다. |
| 아게이 (阿給, āgěi)/ 아게 (á-geh)                                                        |                                   | 대만 | 당면 소를 넣고 고기풀로 봉한 두부 튀김이다. |
| 어아미수앙 (ô-á mī-sòaⁿ, 蚵仔麵線)                                                       |                                   | 대만 | 작은 굴과 미수앙을 걸쭉한 국물에 넣어 익힌 음식이다. |
| 어아찌안 (ô-á-chian, 蚵仔煎)                                                             |                                   | 푸젠 | 달걀, 굴, 카사바 녹말, 쑥갓을 넣어 부친 음식이다. 부드럽고 쫄깃한 식감에, 매콤달콤한 소스, 고수를 곁들여 먹는다. 야시장에서 흔히 볼 수 있는 메뉴이다. 대만에서 가장 인기 있는 간식 가운데 하나이다. |
| 오리안 (o͘-lián, 烏輪)/ 오뎅                                                              |                                   | 일본 | 여러 가지 어묵을 액젓을 넣은 생선 육수에 삶아 내는 음식이다. 일본 오뎅과 비슷하다. |
| 웨량샤빙 (月亮蝦餅, yuèliàngxiābǐng)                                                     |                                   | 태국 | 대만의 태국 음식점에서 흔히 볼 수 있는 음식이다. 새우, 마늘, 돼지기름을 다져서 춘권 피에 올리고, 그 위에 춘권 피를 덮어서 기름에 부친다. 스위트 칠리 소스에 찍어 먹는다.                            |
| 유위겅 (魷魚羹, yóuyúgēng)/ 이우히껭 (iû-hî-keⁿ)                                         | Cuttlefish geng                   | 대만 | 갑오징어에 고기풀을 발라 맑은 국물에 끓여 낸 음식이다. |
| 차우아꾸에 (chháu-á-kóe, 草仔粿)                                                         |                                   | 푸젠 | 쑥이나 떡쑥을 갈아 찹쌀가루, 설탕 등을 넣고 반죽해 소를 넣고 빚어 찐 꾸에이다. 마른 새우, 표고, 차이뽀, 튀긴 샬롯 등을 소로 넣는다.                                                                 |
| 차이뽀능 (chhài-pó͘-nn̄g, 菜脯卵)/ 차이푸단 (菜脯蛋, càifǔdàn)                             | taiwanese preserved radish omelet | 대만 | 차이뽀를 잘게 썰어 달걀물에 넣고 부친 오믈렛이다. |
| 컹바쁭 (khòng-bah-pn̄g, 炕肉飯)                                                           |                                   | 푸젠 | 크게 토막낸 돼지고기 삼겹살을 간장 소스에 조려서 쌀밥에 얹어 내는 덮밥이다. |

### 야시장 음식
| 이름                                                                     | 사진 | 기원     | 설명 |
| ------------------------------------------------------------------------ | ---- | -------- | --- |
| 러우쑹 (肉鬆, ròusōng)                                                   |      | 중국     | 돼지고기 등의 고기를 간장 소스에 푹 익힌 다음, 찢어 말려 수분을 제거하고 볶으며 부서뜨려 만든 육가공 식품이다 |
| 룬삐앙 (lūn-piáⁿ, 潤餅)/ 룬빙 (rùnbǐng)                                  |      | 푸젠     | 밀가루 반죽물을 아주 얇게 부친 것에 설탕가루, 땅콩가루, 달걀, 체소, 돼지고기, 해산물 등을 소로 넣어 만든 음식이다. 타이완의 룬삐앙 반죽은 서양식 크레프 반죽과 비슷하다.                                                                |
| 바우안 (bah-oân, 肉圓)/ 러우위안 (ròuyuán)                               |      | 대만     | 쫀득쫀득한 카사바 녹말 반죽으로 만든 큰 덤플링이며, 안에 돼지고기, 죽순, 표고 등을 소로 넣어 만든다. 매콤달콤한 소스와 함께 낸다. |
| 사웨이마 (沙威瑪, shāwēimǎ)/ 샤와르마                                    |      | 서아시아 | 양념해 구운 닭고기를 채썬 양배추, 토마토, 양파를 번에 끼워 내는 샌드위치이다. 케첩과 마요네즈가 들어간다. 수십 년 전 튀르키예에서 도입되었으나, 서아시아의 샤와르마와는 상당히 다르다.                                                  |
| 샹창 (香腸, xiāngcháng)/ 소시지                                          |      | 중국     | 은은한 단맛이 나는 기름진 돼지고기 소시지이다. 고량주를 넣어 만들기도 한다. 야시장에서는 소스를 뿌린 꼬치 요리로 판다. |
| 셴쑤지 (鹹酥雞, xiánsūjī)/ 끼암소께 (kiâm-so͘-ke)                         |      | 대만     | 양념해 튀긴 달고기에 소금과 후추를 뿌리고 바질로 향을 낸 닭튀김이다. 육즙과 부드러운 식감으로 남녀노소 모두에게 사랑받는 음식이다. |
| 위미 (玉米, yùmǐ)/ 옥수수                                                |      | 아메리카 | 통옥수수를 찌거나, 굽거나, 삶아서 달콤하거나 짭조름한 음식으로 판다. |
| 장위사오 (章魚燒, zhāngyúshāo)/ 타코야키                                 |      | 일본     | 문어를 깍둑썰어 반죽물과 함께 공 모양으로 부쳐 낸 간식이다. 와사비 등의 양념과 함께 내며, 야시장에서 흔히 볼 수 있다. |
| 지파이 (雞排, jīpái)                                                     |      | 대만     | 대만에서 가장 인기 있는 주전부리 가운데 하나이다. 패스트푸드점에서 제공되는 닭튀김과 달리 닭가슴살을 납작하게 두드려 펴서 양념하고 튀김옷을 입혀 튀긴 것이다. 요리 후 후춧가루를 넉넉하게 뿌린다. 겉은 바삭하고 속은 부드럽고 촉촉하다. |
| 처룬빙 (車輪餅, chēlúnbǐng)/ 껑아꾸에 (kóng-á-koé, 管仔粿) /이마가와야키 |      | 일본     | 팬케이크 반죽을 뜨거운 금속 틀에 부어 구워 낸 풀빵이다. 크림, 팥, 땅콩 버터에 이르기까지 다양한 소를 넣어 굽는다. |
| 처우더우푸 (臭豆腐, chòudòufu)/ 취두부                                   |      | 중국     | 청나라 왕실 음식이었던 취두부는 대만에서도 인기가 있다. 부드러운 "처우더우푸루(臭豆腐乳)"와 단단한 "처우더우푸간(臭豆腐乾)" 두 종류로 나뉜다.                                                                                           |
| 추아뼁 (chhoah-peng, 礤冰)/ 바오빙 (刨冰, bàobīng)/ 빙수                 |      | 대만     | 대만식 빙수이다. 땅콩, 과일, 팥, 단 옥수수, 등 여러 가지 토핑을 올린다. 연유를 뿌려 먹기도 한다. |
| 충유빙 (蔥油餅, cōngyóubǐng)                                             |      | 중국     | 파를 넣어 부친 젠빙이다. 치즈와 달걀을 넣기도 한다. |
| 카오화즈 (烤花枝, kǎohuāzhī)/ 구운 오징어                                |      | 대만     | 양념을 발라 가며 구운 오징어이다. |
| 탕후루 (糖葫蘆, tánghúlu)                                                |      | 중국     | 설탕옷을 입힌 과일 꼬치이다. 대만에서는 딸기나 키위, 방울토마토 등으로 만들기도 한다. |
| 톈부라 (甜不辣, tiánbùlà)                                                |      | 일본     | 튀긴 어묵을 육수에 담가 끓인 음식이며, 달콤한 소스를 곁들여 낸다. 일본의 덴푸라와는 다른 음식이며, 사츠마아게나 오뎅과 비슷하다. |

## 같이 보기
- 중국 요리